# Vân sam Phan Xi Păng
Abies delavayi là một loài thực vật hạt trần trong họ Thông. Loài này được Franch. miêu tả khoa học đầu tiên năm 1899. Đây là loài bản địa của Vân Nam, Trung Quốc và các khu vực gần biên giới ở đông nam Tây Tạng, xa hơn đền đông bắc Ấn Độ, bắc Myanmar, và tây bắc Việt Nam. Loài này mọc trên núi cao với độ cao 3.000-4.000 m (có thể xuống đến 2.400 m và đến 4.300 m), thường phân bố thành một đới cây theo chiều cao.
Tên khoa học của loài này được đặt theo tên người phát hiện ra nó là Pierre Jean Marie Delavay, ông đã thu thập mẫu ở độ cao 3.500-4.000 m ở vùng núi Cangshan gần Dali.
Ở Việt Nam, loài này phân bố thành một dải theo bậc hở ở Phan Xi Păng, có sự khác biệt về chồi màu nâu đỏ nhạt và các tế bào nón có lá bắc ngắn hơn, và được xem là một phân loài Abies delavayi subsp. fansipanensis (Q.P.Xiang) Rushforth (đồng nghĩa Abies fansipanensis Q.P.Xiang) và có tên gọi là vân sam Phan Xi Păng, vân sam Hoàng Liên Sơn hay sam lạnh